# 北代祐太
北代 祐太（きたしろ ゆうた、1988年11月10日 - ）は、日本のコメディアン、俳優。
和歌山県新宮市出身。2007年和歌山県立新宮高等学校卒業、2011年大阪市立大学文学部卒業。吉本興業所属。

## 略歴
- 大阪NSC34期生。
- 2012年4月、宇井友秀とお笑いコンビ『親のおかげさまで』を結成[1]。
- 北代がよしもと オフ・オフ・ブロードウェイ等の芝居に専念するためコンビ解散、その中で選抜された演劇ユニット劇団0F[2]で活動後退団。
- 2018年8月10日によしもとニュースセンター インタビュー記事掲載。
- 2018年9月13日に青春高校3年C組の「教えて！ショールーマー」コーナーに出演。
- 大阪よしもと初公式SHOWROOM5人組ユニット「Y☆FIVE（ワイファイブ）」を結成し、2018年11月4日に初配信。 メンバーは、アーネスト・わだたかし（リーダー、メンバーカラー：赤）、きたぽよ（メンバーカラー：黄）、山田きっく（メンバーカラー：青）、しぐま（メンバーカラー：紫）、ホテル・橋本大祐（メンバーカラー：緑）。配信、TikTokなどSNSを中心に活動。2019年にはリアルライブも開催された。
- 2019年12月よしもと男前ブサイクランキングにおいて男前26位ブサイク15位にダブルランクイン、雑誌smart2020年3月号にて「人類イケメン化計画」特集が組まれ、モデルとしてデビューした。[3]
- 2019年12月ライブ配信のストリーミングサイトであるSHOWROOMにおいて第3期トップランカー選出。[4]
- 2019年に実施された吉本坂46の2期生オーディションファイナリスト。一次審査の書類、二次審査の自己PR動画投票にて297人中11位通過、三次審査の面接・ダンス、最終審査の面接・歌唱の審査を経て、2019年12月27日に開催されたカルッツかわさきでの「2期生メンバー発表お披露目会」まで駒を進めたが惜しくも落選となった。
- 2020年10月～11月に宅間孝行が主催するタクフェス舞台「くちづけ」に頼さん役として出演、埼玉・愛知・東京・札幌・大阪の5都市で公演、映像配信も行われた。[5]
- 活動拠点を東京に移すため、2021年6月に上京。2022年4月1日より正式に吉本興業俳優班Showtitle所属となった。
- BreakingDown 8の書類・動画審査を通過し、2023年4月1日のオーディションに参加。格闘技経験者ライト級グループにて裕頼選手とのスパーリングで敗戦。[6]
- ヨシモト∞ドーム（東京・渋谷）にて2023年9月より開催している、世界の人たちに向けて日本のお笑いを発信するステージ「Yoshimoto Comedy Night OWARAI」のMCを担当している。不定期の出演ながら全編英語での進行でステージを盛り上げている。
- オーディションを経て、舞台「ハリー・ポッターと呪いの子」3年目キャストとして2024年7月8日よりスウィング・カバー出演。グリフィンドール先生、Vワールドゼネラル、駅長、組分け帽子の4役を演じている。2025年6月末にて卒業予定。

## 出演

### テレビドラマ
- エージェントファミリー～我が家の特殊任務～（2021年3月21日、関西テレビ）- 吉田修二 役
- デンサン CHANGE THE WORLD 流行情熱（2021年5月25日-26日、富山テレビ）監督：金森正晃 - 主演 折井宏司 役
- ハレ婚。 第1話（2022年1月16日、ABCテレビ）- 佐藤雄輝 役
- テッパチ！ 第2話（2022年7月13日、フジテレビ）- トックティックス（漫才コンビ）池谷（いけぽよ）役
- 量産型リコ -プラモ女子の人生組み立て記- 第3話（2022年7月14日、テレビ東京）- 鳥ひさ店員 役
- 晩酌の流儀 第4話（2022年7月22日、テレビ東京）- ウーマーイーツ 役
  - 晩酌の流儀 年末スペシャル～一年の最後に、最高の一杯を～（2022年12月30日）- ウーマーイーツ 役
- スタンドUPスタート 第9話（2023年3月15日、フジテレビ）
- 青空との約束～味の素冷凍食品の果てなき挑戦～（前編2023年9月10日・後編9月17日、BSよしもと）- 味の素冷凍食品株式会社 関東工場 工場社員 阿部 役
- 大河ドラマ 光る君へ（第2回2024年1月14日、第5回2月4日、第6回2月11日、第7回2月18日、第9回3月3日、NHK）- 藤原道長の同僚の武官 宗近 役
- 婚活1000本ノック 第1話（2024年1月17日、フジテレビ）- 圭輔くん 役
- 日本テレビ開局70年スペシャルドラマ テレビ報道記者～ニュースをつないだ女たち～（2024年3月5日、日本テレビ）
- ファーストステップ3～世界をつなぐ平和への願い～（2024年3月24日、BSよしもと）- 須藤孝則 役
- 復讐カレシ～溺愛社長の顔にはウラがある～（第5話2025年3月27日、第6話4月3日、第7話4月10日、最終第8話4月17日、毎日放送）- 大阪支社社員 役

### 配信ドラマ
- 育業を、はじめるとき。～大事な時間の過ごし方～（2023年12月4日公開、東京都・こどもスマイルムーブメント）- デザイン事務所代表 豊田 役
- CONNECT 覇者への道 6（2024年8月2日配信開始、U-NEXT）- 格闘家 宮田昇 役
- トークサバイバー！ラスト・オブ・ラフ（2024年9月3日配信開始、Netflix）
- 龍が如く～Beyond the Game～エピソード6（2024年11月1日配信開始、Amazon Prime Video）- 近江連合組員 役

### ラジオドラマ
- 居場所。（2023年12月31日、TOKYO FM）

### 映画
- 東京リベンジャーズ2 血のハロウィン編 -運命-（2023年4月21日公開、監督：英勉、ワーナー・ブラザース映画）
- 生きない（2023年11月4日公開、監督：蓮田キト、Smokey Lamp Studio）- 入谷コテツ 役
- ありがとうモンスター（2024年3月8日公開、監督：かなた狼、GUM）
- ザギンでシースー!?（2024年8月30日公開、監督：金森正晃）

### 舞台
- 劇団レトルト内閣 第24回本公演「まことに神の造りしをんな －智恵子抄－」[7]（2015年12月11日-13日、ABCホール）
- 劇団レトルト内閣15周年記念公演「革命少年」（2016年9月9日-11日、近鉄アート館）
- パイセンプロデュース劇団PUNK旗揚げ公演「霧の中の星屑たち」（2016年12月2日-3日、朝日劇場）
- ダンス音楽劇「Mother ～母が残してくれたもの～」（2017年5月5日-7日、近鉄アート館）
- 日本史×漫才「ヒストリーズ・ジャパン」（2017年5月11日-14日、アカルスタジオ）
- ゼロフレーム×劇団SOLAコラボ公演「先生はノストラダムス!!」（2017年10月13日-15日、アカルスタジオ）
- 帽子屋お松プロデュース「オークション!!」[8]（2018年9月17日、あべのハルカス内SPACE9）
- よしもと祇園花月特別公演「茂造の覚悟」（2019年4月23日-5月6日、よしもと祇園花月）[9]
- ステージタイガー#010「ファイアフライ」（2019年9月13日-14日、高槻現代劇場）
- 吉本新喜劇 佐藤太一郎企画その24「グッド・コマーシャル」作：西野亮廣（2020年2月25日-29日、studio La cuna）- 交渉人・久保 役
- タクフェス第8弾「 くちづけ 」（2020年10月16日-11月29日、埼玉・愛知・東京・札幌・大阪及び映像配信）- 頼さん 役
- 「34周年特別公演 辻本新喜劇 inなんばグランド花月7DAYS」（2021年7月26日-8月1日、なんばグランド花月）
- 橋本兄妹✕半熟BLOOD「橋本BLOOD劇場」（2021年11月17日、梅田クラブクアトロ）
- Studio Dramatic Joe Presents「グッド・コマーシャル」作：西野亮廣（2021年12月21日、近鉄アート館） - 交渉人・久保 役
- 「茂造新喜劇祭り！年末に笑って新年を迎えたらど～や！」（2021年12月28日-30日、よしもと祇園花月）
- 「三人組の茂造」（2022年4月28日-5月9日、よしもと祇園花月）
- 吉本新喜劇 佐藤太一郎企画その26「誘拐」（2023年11月19日、ルミネtheよしもと）
- 「ハリー・ポッターと呪いの子」（2024年7月8日 - 、TBS赤坂ACTシアター）

### CM
- ファンタ「ミステリーブルー」（2022年9月 - ）
- ココナラ（2022年10月 - ）
- SUBARU「Your story with -仲間篇-」（2022年12月 - ）
- コアラマットレス「この寝心地は、事件だ。File No.3 読み聞かせで自分が寝ちゃう事件」（2023年2月 - ）
- オンライン酒屋クランド「酒ガチャ福袋2024」（2023年11月 - ）
- 大和証券グループ「TODAY IS THE DAY」（2024年5月 ‐ ）
- SUUMO「桐谷さんの買うも借りるもスーモ篇」（2024年8月 ‐ ）

### ラジオ番組
- SHOWROOM主義（2020年3月7日、TOKYO FM）
- アディングデザインのラジオ始めてみました！第1回（2022年1月29日、渋谷クロスFM）- アシスタントMC
- アディングデザインのラジオ始めてみました！第2回（2022年2月26日、渋谷クロスFM）- アシスタントMC
- アディングデザインのラジオ始めてみました！第3回（2022年4月16日、渋谷クロスFM）- アシスタントMC
- 美魔王のミッドナイトニッポン（2023年10月25日・11月1日・11月8日、ラジオ日本）- ゲスト出演
- 美魔王のミッドナイトニッポン（2024年3月27日・4月3日、ラジオ日本）- ゲスト出演
- 美魔王のミッドナイトニッポン（2025年4月30日、ラジオ日本）- ゲスト出演

### MV
- 半熟BLOOD「なつやすみ」（2022年）